# Dokuritsu Shojin-dan
Die Dokuritsu Shojin-dan (jap. 独立書人団, dt. Gruppierung unabhängiger Kalligrafen) ist eine japanische Künstlervereinigung. Sie vertritt die moderne japanische Malerei, die sich als abstrakte Malkunst aus der jahrhundertealten traditionellen Kalligrafie entwickelte. Der Gruppe gehören derzeit etwa 3000 Mitglieder aus ganz Japan an. 

## Chronik
Am 28. April 1952 wurde die Gruppe unter dem Namen Dokuritsu Shodō-kai (独立書道会, Unabhängige Shodō-Vereinigung) mit einem feierlichen Festakt am Meiji-Schrein in Tokio gegründet.
Die erste Ausstellung fand im Januar 1953 im Tokyo Metropolitan Art Museum statt. Fortan wurde jährlich eine große Ausstellung in Japan durchgeführt. Im Juli desselben Jahres wurde die erste Ausgabe des Organs der Gruppe veröffentlicht, das seitdem kontinuierlich erscheint.
Im Jahr 1959 waren die Mitglieder Yūkei Tejima und Taihō Yamazaki mit Arbeiten auf der documenta II in Kassel vertreten.
Im Januar 1967, anlässlich des 15-jährigen Bestehens und der 15. Ausstellung, benannte sich die Gruppe auf ihren bis heute gültigen Namen um.
Im September 1969 fand in Belgien die erste Ausstellung „Yuhkei and his School“ statt, anschließend präsentierte man die Werke für weitere zwei Jahre als Wanderausstellung in verschiedenen europäischen Ländern. Die Vertreter der Gruppe bereisten, offiziell unterstützt vom japanischen Außenministerium, Europa.
Im März 1987 starb Yūkei Tejima, Mitbegründer und langjähriger Präsident der Vereinigung. Man bildete ein kollektives Führungsgremium und Taihō Yamazaki wurde zum Repräsentanten der Gruppe. 
Nach dessen Tod im Januar 1991 wurde kein Präsident mehr gewählt, sondern die kollektive Führung unter dem Vorsitz von Toda Teizan beibehalten.
Dieser trat im April 1996 zurück, während Hōgyu Kobayashi als Vorsitzender (bis April 2002, danach: Sōtō Sadamasa) gewählt wurde. Teizan wurde im Mai desselben Jahres zum neuen Präsidenten der Künstlervereinigung gewählt.